# أعلى الغيل (حبيل جبر)

تعديل مصدري - تعديل

أعلى الغيل هي إحدى قرى عزلة حبيل جبر بمديرية حبيل جبر التابعة لمحافظة لحج، بلغ تعداد سكانها 136 نسمة حسب تعداد اليمن لعام 2004.